# Eclampsia
L'eclampsia è una grave patologia della gravidanza, potenzialmente letale, caratterizzata da convulsioni. Nonostante il nome, non è collegata alla preeclampsia, una sindrome che può insorgere dopo la ventesima settimana di gravidanza e che si manifesta con proteinuria, ipertensione arteriosa ed edema. La sindrome eclamptica può manifestarsi prima, durante o dopo il parto.
Si stima che la preeclampsia colpisca circa il 5% delle gravidanze mentre l'eclampsia l'1,4%. Nei paesi sviluppati si verifica un caso su 2 000 gravidanze circa. I disturbi ipertensivi sono una delle cause più comuni di morte in gravidanza, e hanno provocato 4600 morti nel 2015. Circa l'un per cento delle donne con eclampsia muore.
La parola eclampsia deriva dal greco antico ἔκλαμψις, che comunemente significa «fulgore improvviso (di lampi, armi, fuoco)», ma che è utilizzata da Ippocrate a proposito di attacchi febbrili improvvisi e violenti.

## Eziologia

Diagramma della placenta e della sua posizione nell'utero durante la gravidanza

L'eziologia è sconosciuta. Data la rapida risoluzione della preeclampsia/eclampsia col parto, si suppone che nella sua patogenesi siano implicati fattori derivati dalla placenta che portino alla permeabilità vascolare con proteinuria ed edema, disfunzione endoteliale e vasocostrizione con ipertensione e allo stato trombofilico. Aberrazioni placentari sono state riscontrate nelle pazienti con eclampsia, tra cui la trasformazione delle arteriole in grossi vasi privi di muscolatura liscia, lo squilibrio tra fattori angiogenici ed antiangiogenici, lo sviluppo vascolare incompleto della placenta.

## Patogenesi
La patogenesi delle convulsioni eclamptiche è tuttora sconosciuta. Le metodiche di imaging cerebrale mostrano anomalie, come l'edema vasogenico, simili a quelle riscontrate nell'encefalopatia ipertensiva. Sembra comunque coinvolto un meccanismo multifattoriale legato alle modificazioni vascolari ed ematologiche tipiche della patologia.

## Complicanze

### Materne
Le donne colpite da eclampsia o preeclampsia grave possono manifestare, dopo il parto, una aumentata incidenza di insufficienza renale e di disfunzioni epatiche.
Sono inoltre frequenti le alterazioni della coagulazione quali riduzione del fibrinogeno, aumento del tempo di protrombina e presenza in circolo di prodotti di degradazione della fibrina. In alcuni casi può svilupparsi una sindrome emolitico-uremica, caratterizzata dall'associazione di anemia emolitica, microangiopatia, trombocitopenia e insufficienza renale.
I disturbi visivi che si manifestano nell'eclampsia possono culminare nella cecità assoluta, in molti casi reversibile, dovuta sia a fattori locali (vasocostrizione delle arterie retiniche) sia all'edema del tessuto nervoso a livello della corteccia occipitale. Una rara complicanza è la rottura della capsula epatica, associata a significativa mortalità materna e fetale, che richiede un trattamento chirurgico urgente.
La mortalità materna più elevata si riscontra nei Paesi in via di sviluppo, probabilmente a causa della diagnosi tardiva. La più comune causa di morte in donne che manifestano eclampsia è l'emorragia cerebrale, probabilmente dovuta all'ipertensione.

### Fetali
I rischi per il feto sono legati al ritardo di crescita intrauterina ed alla nascita pretermine con le complicanze ad essa connesse, in particolare difficoltà respiratorie.
È significativa anche l'incidenza di mortalità intrauterina in seguito all'ipossia acuta secondaria all'ipossia materna, per CID e distacco intempestivo di placenta.

## Anatomia patologica
Perché si verifichi l'eclampsia è necessaria la presenza della placenta, e questa condizione si risolve se la placenta viene rimossa. L'ipoperfusione placentale, ovvero il ridotto flusso sanguigno alla placenta, è una caratteristica chiave del processo patologico. Ipoperfusione è accompagnata da un aumento della sensibilità dei vasi materni agli agenti che causano la costrizione delle piccole arterie, portando a una riduzione del flusso sanguigno a diversi organi. L'attivazione della cascata della coagulazione può portare alla formazione di microtrombi, ostacolando ulteriormente il flusso. Infine, l'incremento della permeabilità vascolare determina lo spostamento del fluido extracellulare dal sangue allo spazio interstiziale, con ulteriore riduzione del flusso sanguigno ed edema. Questi eventi causano ipertensione; disfunzione renale, polmonare ed epatica; edema cerebrale e convulsioni. Prima che compaiano i sintomi, può essere rilevata un'aumentata attivazione piastrinica ed endoteliale.

## Clinica

### Segni e sintomi
L'unico segno caratteristico dell'eclampsia è la comparsa delle convulsioni eclamptiche: scosse tonico-cloniche generalizzate, della durata di pochi minuti. Nella maggior parte dei casi, l'eclampsia è preceduta dai segni della preeclampsia, in particolare ipertensione e proteinuria. Inoltre le convulsioni possono essere precedute o seguite da:
- sintomi visivi (scotomi, fosfeni, diplopia)
- cefalea persistente in sede occipitale o frontale
- stato confusionale
- alterazione dello stato di coscienza fino al coma
- dolore addominale localizzato all'epigastrio o all'ipocondrio destro.

### Insorgenza e fattori di rischio
Le convulsioni da eclampsia si presentano tipicamente durante la gravidanza e prima del parto, ma possono verificarsi anche durante il travaglio e il parto o nel periodo postpartum. Di solito le convulsioni postpartum si verificano entro le prime 48 ore dopo il parto, ma possono anche verificarsi fino a 4 settimane dopo il parto.
L'eclampsia e pre-eclampsia tendono a manifestarsi nelle prime gravidanze, ed è più comune nelle donne con la pressione alta o con malattie vascolari persistenti. Da non sottovalutare è anche la predisposizione geneticaː le donne che hanno avuto madri o sorelle con questa condizione hanno più possibilità di svilupparla anch'esse. Le donne che hanno avuto l'eclampsia sono ad aumentato rischio di pre-eclampsia / eclampsia in una gravidanza successiva.

### Esami di laboratorio e strumentali
Un semplice test per rilevare l'eclampsia nelle donne incinte è la misurazione della pressione. Se la pressione sistolica è maggiore di 140 mmHg o la pressione diastolica è maggiore di 90 mmHg, la pressione sanguigna è più alta del normale. Se la pressione sistolica è maggiore di 160 o la pressione diastolica è maggiore di 110, l'ipertensione è considerata grave.
Per rilevare la proteinuria, ovvero la presenza di proteine in eccesso nelle urine, vengono raccolte le urine e testate, se sono presenti più di 0,3 grammi di proteine in 24 ore, si ha un sospetto di eclampsia.
Nei casi di grave eclampsia o pre-eclampsia, il livello delle piastrine nel sangue può abbassarsi, e si può verificare una condizione denominata trombocitopenia. Per controllare i livelli piastrinici nel sangue viene eseguito un emocromo completo.
Infine può essere effettuato il dosaggio del PlGF (Low plasma placental growth factor) e del sFl-1 (soluble fms-like tyrosine kinase-1).
Altre indagini includono: test della funzionalità renale, test della funzionalità epatica, test per la coagulazione, verifica della creatinina delle urine nell'arco di 24 ore e l'ecografia fetale o placentare.

### Diagnosi differenziale
La presenza di sintomi di pre-eclampsia precede e accompagna l'eclampsia, facilitando la diagnosi. Per questo se le convulsioni non appaiono correlate alla pre-eclampsia si devono indagare altre cause, che possono includere diverse patologie convulsive, tumori cerebrali, aneurismi, o farmaci.

## Trattamento
La sindrome eclamptica rappresenta un'emergenza medica. Fra i presidi più utilizzati vi sono:
- Solfato di magnesio per via parenterale in infusione endovenosa lenta[29][30][31]
- Farmaci anticonvulsivanti (benzodiazepine generalmente il Diazepam, meno frequentemente barbiturici o clorpromazina)
- Antiipertensivi somministrati per via endovenosa: (labetalolo, Urapidil, sali di diazossido o clonidina)
- Intubazione endotracheale
- Induzione del parto

## Prevenzione
Uno studio scientifico del 2000, e studi successivi, hanno suggerito che una maggiore esposizione allo sperma del partner (sia tramite ingestione da fellatio che attraverso altre modalità di rapporto sessuale) da parte delle gestanti può ridurre il rischio della sindrome preeclamptica e quindi dell'eclampsia.
Ciò sembrerebbe comunque legato all'induzione di un fattore di tolleranza per l'HLA (complesso maggiore di istocompatibilità) del feto, che si presenta a tutti gli effetti come un "corpo estraneo" per il sistema immunitario materno, tramite l'ingestione di HLA paterno contenuto nel liquido seminale.